# 2015年英國大獎賽
2015年英國大獎賽（英語：2015 British Grand Prix），官方名稱為2015年一級方程式賽車英國大獎賽（英語：2015 Formula 1 British Grand Prix），是2015年7月5日舉辦於英國的一場一級方程式賽車賽事。比賽在銀石賽道進行，總計52圈。這是2015年世界一級方程式錦標賽的第9場分站賽事。同時也是第70屆英國大獎賽，以及第51度舉辦於銀石賽道。
路易斯·漢米爾頓是上一屆的分站冠軍，並帶著領先隊友尼可·羅斯堡10分的積分差距來到這站。最終，漢米爾頓衛冕奪冠，而其隊友羅斯堡則以11秒之差位居第二。

## 賽事簡報

### 背景

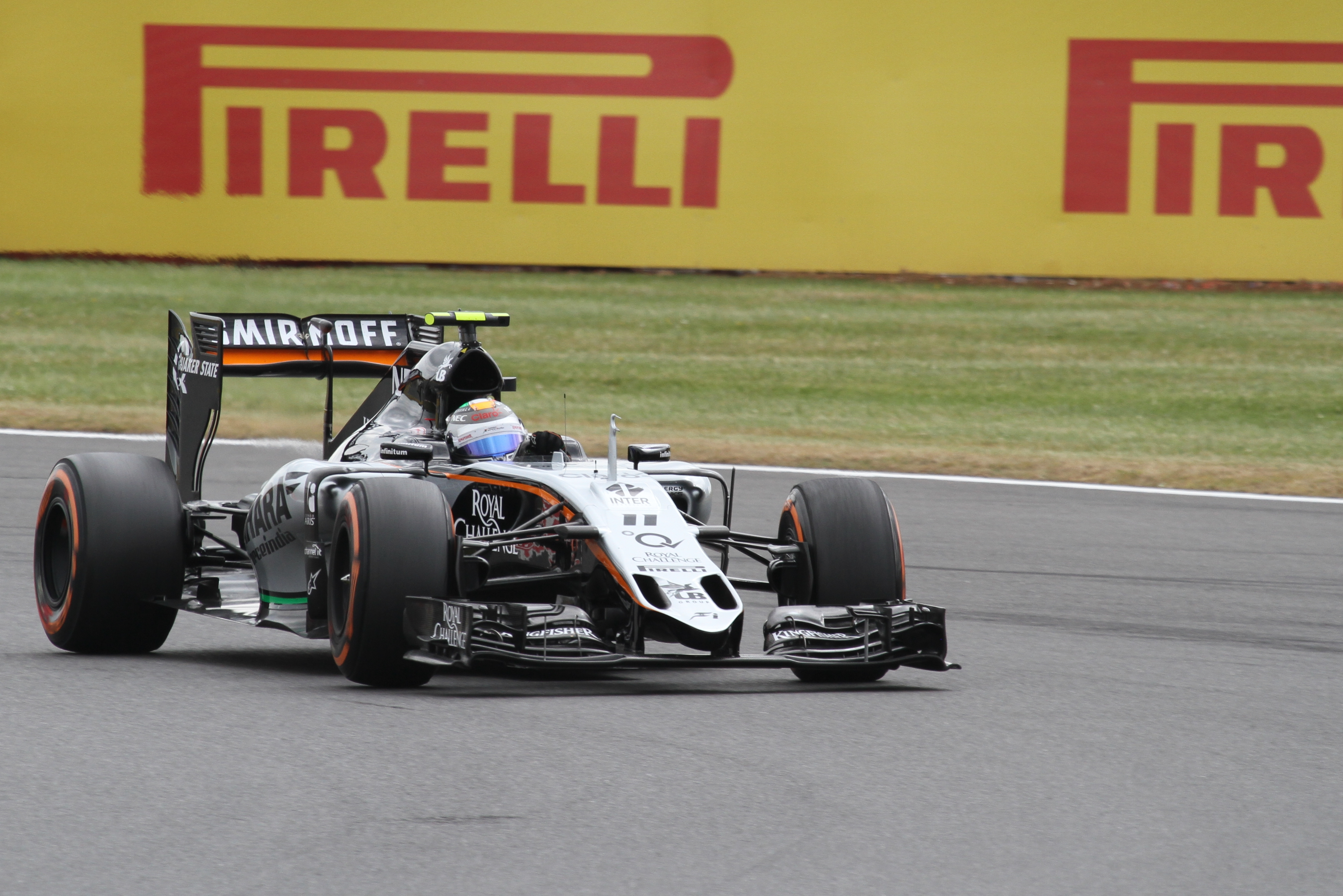
尼克·胡肯伯格駕駛B-spec版印度威力VJM08

比賽來到銀石賽道，印度威力為他們的VJM08推出了新的版本（B-spec），搭載配有「鼻孔」且較短的鼻翼。法拉利在前一站賽巴斯蒂安·維泰爾遭遇了車輪螺母的問題後，決定在英國大獎賽修正其車輪螺母系統。馬諾在比賽前取得新的贊助商，因此更換了他們的塗裝。這場分站賽事是第900場至少有一輛法拉利引擎車輛上場的大獎賽。
輪胎供應商倍耐力在此站提供車隊兩種最硬的乾胎；橘色硬胎作為首選胎，以及白色中性胎作為備選胎。另外，如同其他所有賽事一般，也供應了兩種雨胎；分別是綠色半雨胎和藍色全雨胎。
在尼可·羅斯堡於前一場奧地利分站奪冠後，路易斯·漢米爾頓帶著領先其隊友羅斯堡10分的積分差距來到這站。在車隊積分榜方面，梅賽德斯領先法拉利136分，而第三名的威廉斯則在奧地利站後縮小了與法拉利的差距。這次比賽週末的幹事包括國際汽聯世界理事會成員拉爾斯·奧斯特林德（Lars Österlind）、巴貝多汽車聯盟主席安德魯·馬拉柳（Andrew Mallalieu）及1992年世界冠軍尼高·文素。

### 自由練習賽
根據2015年賽季的規則，將舉行三階段自由練習賽，週五有兩場長一個半小時，而剩餘一場一小時的練習賽則位在週六排位賽之前。在週五上午的第一階段自由練習賽中，尼可·羅斯堡在前期出現液壓問題，迫使他的車隊為他更換變速箱，不過他仍寫下全場最快的時間。這位德國人比位居第二的隊友路易斯·漢米爾頓快上約0.07秒。馬克斯·維斯塔潘以落後羅斯堡1.2秒之差位居第三，應證了紅牛二隊底盤在此週末相當具有競爭力。第一階段練習賽的測試車手包含了頂替羅曼·格羅斯讓為蓮花出賽的喬里恩·帕爾默、駕駛維爾特利·鮑達斯的威廉斯FW37並以第13名完賽的蘇茜·沃爾夫，以及頂替薩伯車手马库斯·埃里克松的拉菲爾·馬賽羅。
週五下午的第二階段練習賽，因為羅曼·格羅斯讓在Luffield彎陷入碎石堆中，早早就出現了紅旗。尼可·羅斯堡領先兩輛法拉利及抱怨著車輛設置的隊友漢米爾頓，成為場上最快的車手。麥拉倫與薩伯在此階段表現不佳，僅排在兩輛馬諾之前。而在馬諾車手羅伯托·梅里的車輛陷入早先使格羅斯讓卡住的地方後，迫使二度出示紅旗。在威廉斯車手僅以第10與第12名完賽後，費利佩·馬薩表示他的車隊落後了紅牛車隊。
到了週六早晨的第三和最後一階段的練習賽，世界冠軍路易斯·漢米爾頓寫下了最快圈速，領先他的隊友約半秒。羅斯堡因為車隊在調查有可能的變速箱漏油，所以此階段的大部分時間都待在了車庫中。位在梅賽德斯之後的是兩輛法拉利及兩輛紅牛二隊，而奇米·雷克南更僅落後漢米爾頓不到一秒。另一方面，費爾南多·阿隆索只完成了六圈，提前結束了這一階段的練習賽。

### 排位賽

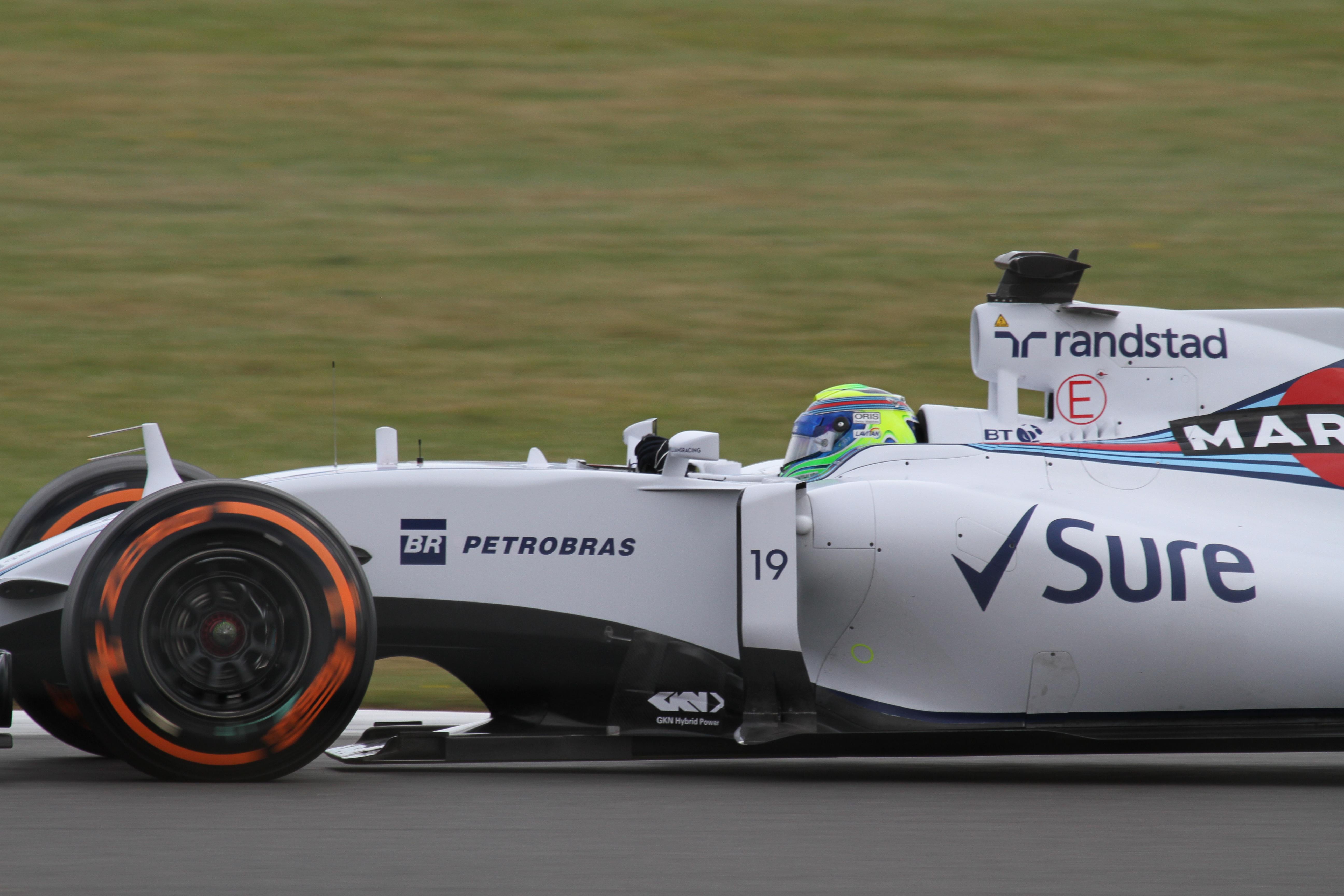
費利佩·馬薩在排位賽取得第三名，並在之後的正賽前半段位居領先地位。

排位賽共包含三個部分，各個階段分別長18、15、12分鐘，前兩階段各淘汰五名車手。在排位賽開始之前，賽會告誡車手要遵循賽道限制，尤其是在Copse彎處。儘管如此，最終在整個排位賽過程中，仍有11位車手被判四個車輪在彎道駛離賽道。帕斯托·馬爾多納多甚至因此失去他的兩次圈速，包含他在第一階段讓他勉強進入第二階段的最佳成績。這階段淘汰了兩輛麥拉倫、兩輛馬諾及薩伯的費利佩·納斯爾。同時，奇米·雷克南是此階段的最快車手。
第二階段排位賽淘汰了兩位蓮花車手，以及抱怨後輪缺乏抓地力的馬克斯·維斯塔潘。塞吉歐·培瑞茲排在第11位，而格羅斯讓的最佳成績因為超出賽道而不被承認。不過，他的第二佳成績仍保住了他的位置。
前10位車手在第三階段爭奪桿位，最終由路易斯·漢米爾頓奪得，並以0.122秒之差擊敗隊友羅斯堡。兩位梅賽德斯車手皆未能做出比此階段首次圈速更佳的成績，漢米爾頓也在排位賽結束前進到了維修站。威廉斯車隊在經過前兩站的頒獎台完賽後，在此站佔據第二排發車位，更加確定了他們的進步。這是梅賽德斯的連續第20座桿位，再4場就能追平威廉斯在1992至1993年所寫下的紀錄。

### 正賽

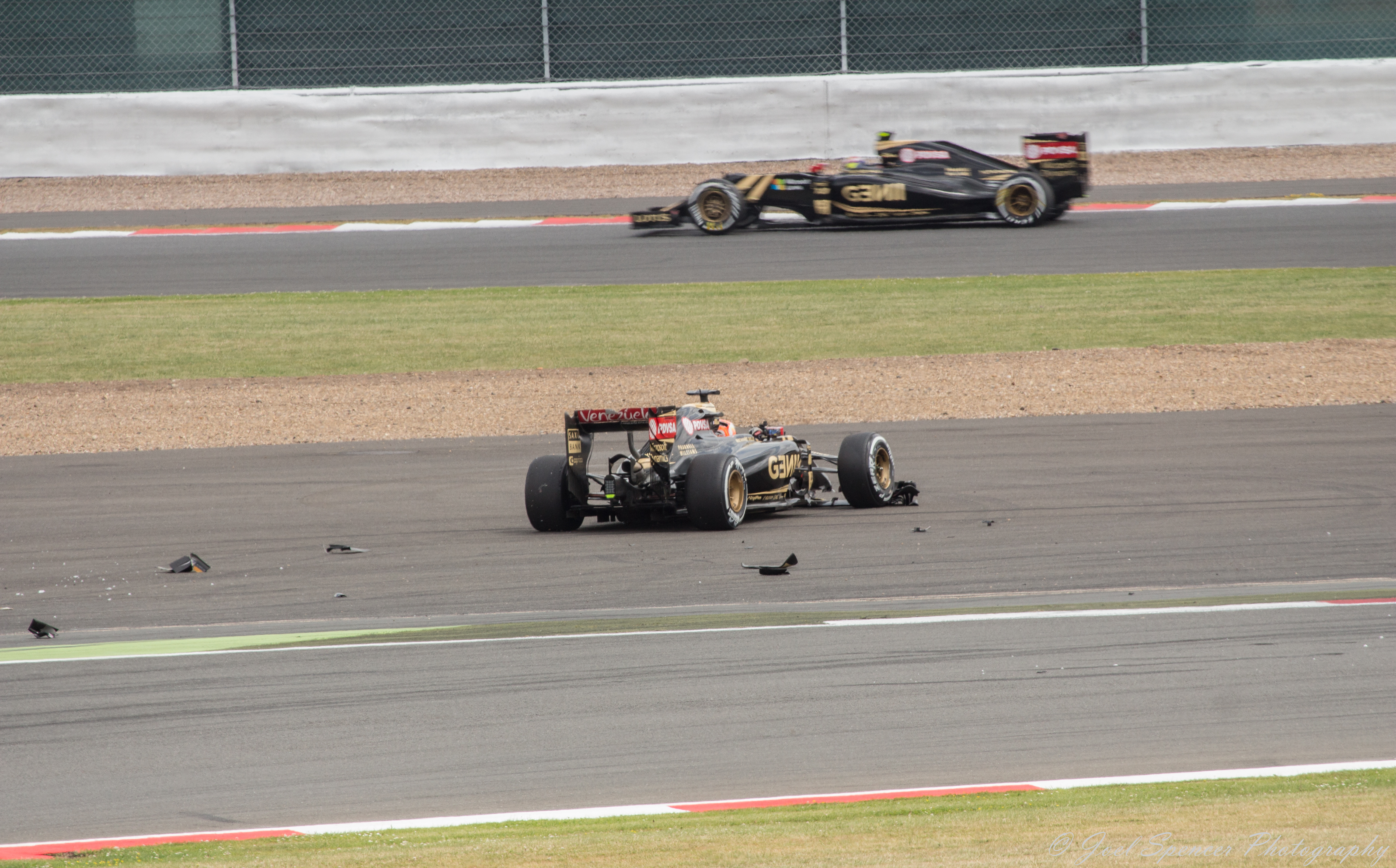
兩輛蓮花在第一圈的碰撞後雙雙退賽。

週日賽事的門票銷售一空，擠進了約140,000名的群眾。費利佩·納斯爾在暖胎圈時，變速箱出現問題不得不退賽。燈滅起跑後，兩輛梅賽德斯的起步不算理想，使得馬薩及鮑達斯兩輛具有較佳牽引力的威廉斯，分別來到了第1與第3名，而芬蘭人的表現也較漢米爾頓來的好。再往後排，尼克·胡肯伯格同樣也很快地起跑，從第9位上升至第5位，超掉了丹尼爾·科維亞特以及兩輛法拉利。在後段班，里卡多於3號彎碰撞了羅曼·格羅斯讓，這導致法國人撞上隊友帕斯托·馬爾多納多。為了閃避這起事故的費爾南多·阿隆索碰到了他的隊友簡森·巴頓，最終格羅斯讓、馬爾多納多及巴頓紛紛退賽。而阿隆索則進站換上新的鼻翼，這起事故也部署了安全車，比賽隨後在第4圈重新展開。漢米爾頓隨即對費利佩·馬薩展開攻勢，不過在Vale彎衝出賽道，讓後方的鮑達斯在Club彎內側超越，取得第2名。同時，塞吉歐·培瑞茲超過了賽巴斯蒂安·維泰爾來到第9名，而新秀馬克斯·維斯塔潘則因打滑陷入碎石區提前退賽。
在接下來的幾圈內，威廉斯告知他們的車手不要互相鬥爭，並設法拉開與梅賽德斯的距離。芬蘭人則抱怨說他比馬薩快，並請求准許他超車拿下領先地位，最終他也獲得車隊的允許。然而，鮑達斯的速度並沒有上來，但前4名車手仍拉大與中段班的差距，在第13圈時，領先了第5名的尼克·胡肯伯格約7秒。兩輛法拉利在14、15圈時早早進站換上新胎，顯然將採取兩停策略。在第20圈時，路易斯·漢米爾頓決定使用undercut戰術，進站換上新胎。當時位在第1名的馬薩及第4名的羅斯堡也在一圈後進站。這兩輛車並排駛離維修站，不過馬薩的領先足以暫時奪下第2名的位子。鮑達斯也在一圈後進站，不過漢米爾頓在出來這圈寫下了全場最快圈速，取得了領先地位，而出來的鮑達斯則落在馬薩與羅斯堡之間的第3名。隨後，丹尼爾·里卡多在23圈時因為電子系統故障，不得不以退賽收場。
比賽進行至一半，車手們被告知在比賽結束前有可能會有降雨。當小卡洛斯·塞恩斯因為電子故障而失去了速度並且退賽，賽會在33至34圈短暫出動了虛擬安全車。隨後，賽道上開始有雨滴落下，但僅影響到維修站附近的區域。到了第38圈，車手們開始失去抓地力。賽巴斯蒂安·維泰爾設法在第39圈超越隊友雷克南，而後者則選擇在這圈結束前進站換上半雨胎，不過事實證明這是一個糟糕的決定，因為賽道還不夠濕滑。同時，羅斯堡在此圈從鮑達斯手中奪下第3名。兩圈後，他又在4號彎超越馬薩，來到第2名。換上半雨胎的雷克南失去了更多的名次，下滑至第9名。而用上光頭胎的羅斯堡拚盡全力縮小與漢米爾頓的差距，到了第43圈時僅落後3.7秒。在漢米爾頓進站換上半雨胎後，維泰爾也緊跟著進站換胎。這次的策略奏效，因為雨勢在此時正好來臨。接著，羅斯堡與兩輛威廉斯在下一圈也趕緊進入維修站換胎，但這次的進站就來的有點晚，因為馬薩與鮑達斯出來後落在了維泰爾之後。另一方面，漢米爾頓試圖將他與羅斯堡的差距擴大至9秒。

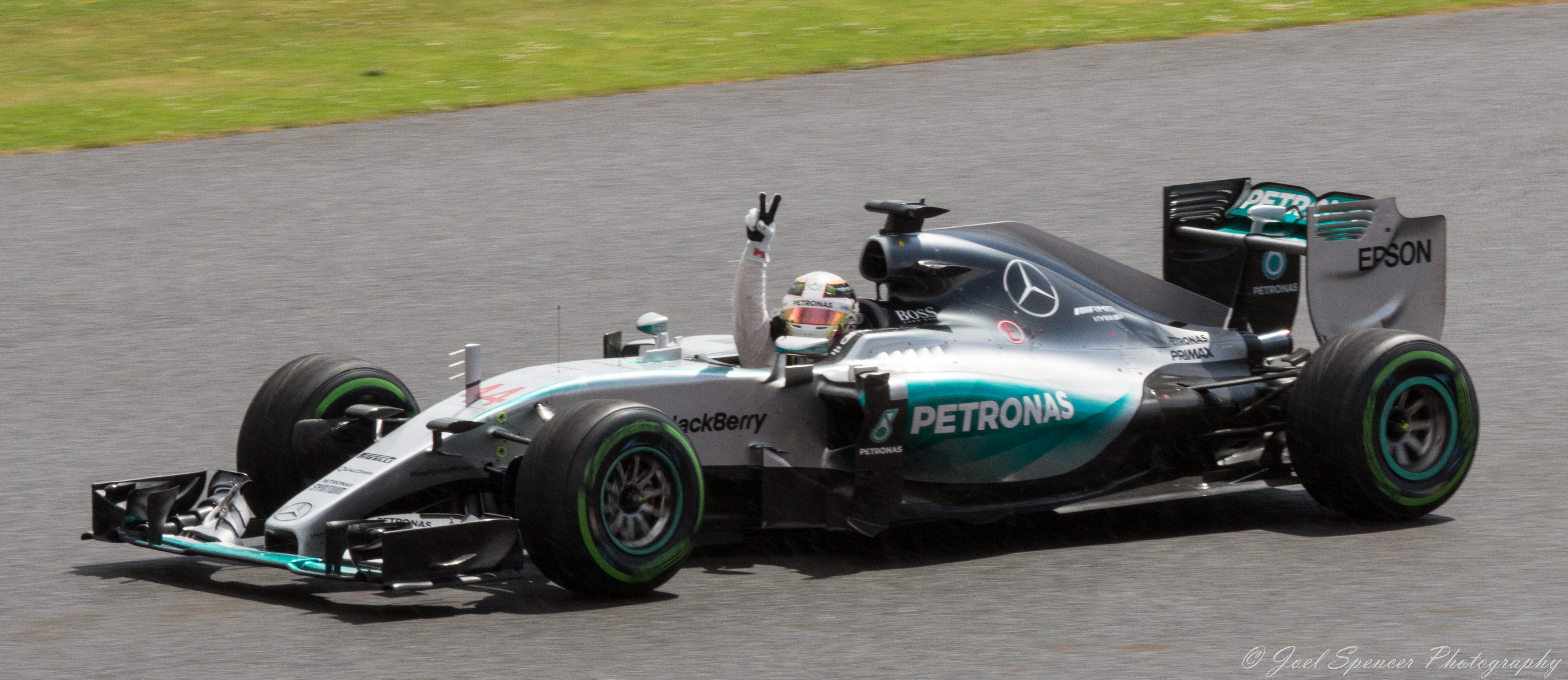
路易斯·漢米爾頓慶祝獲得分站冠軍。

在第49圈時，儘管威爾·史蒂文斯用上了半雨胎，但他仍衝出賽道撞上護欄，撞毀了他的前鼻翼。所幸他還能回到場上，不過隨後的進站更換鼻翼讓他掉至最後一名。漢米爾頓在接下來的幾圈保持著他的領先，第三度在銀石獲得冠軍（這是自1994年起，第二位連續在銀石奪冠，及首位桿位起跑奪冠的車手）。為此，他也以連續18場的大獎賽領跑，超越了傑奇·史都華保有45年的連續領跑紀錄。阿隆索則取得他重返麥拉倫後的首個積分，而換上新的B-spec的印度威力，靠著第7與第9名完賽的胡肯伯格和培瑞茲，雙雙取得積分完賽。

### 賽後
比賽的媒體採訪會進行地相當順利，而有些報導稱這場比賽「令人毛骨悚然」且能「為這項備受抨擊的運動注入新血」。特別是漢米爾頓的表現被視為相當傑出。這位世界冠軍坦言梅賽德斯在起跑時失去了他們的位置，也為粉絲增加比賽的可看度，並接著說：「你無法想像我有多麼開心。我在最後一圈時更流下了眼淚。」
經過前幾圈與隊友馬薩爭奪領先地位後，維爾特利·鮑達斯表示他確信他能拉開與後方梅賽德斯的差距。不過，他堅稱「沒有人應該被限制。這樣就不是賽車，但當時我確實有不錯的機會來超車」。紅牛車隊主席克里斯蒂安·霍納在賽後宣稱，一次在濕滑賽道上的打滑浪費了丹尼爾·科維亞特爭奪頒獎台名次的機會。賽後，賽會決定不對在第一圈引發事故的蓮花與麥拉倫車手採取任何行動。

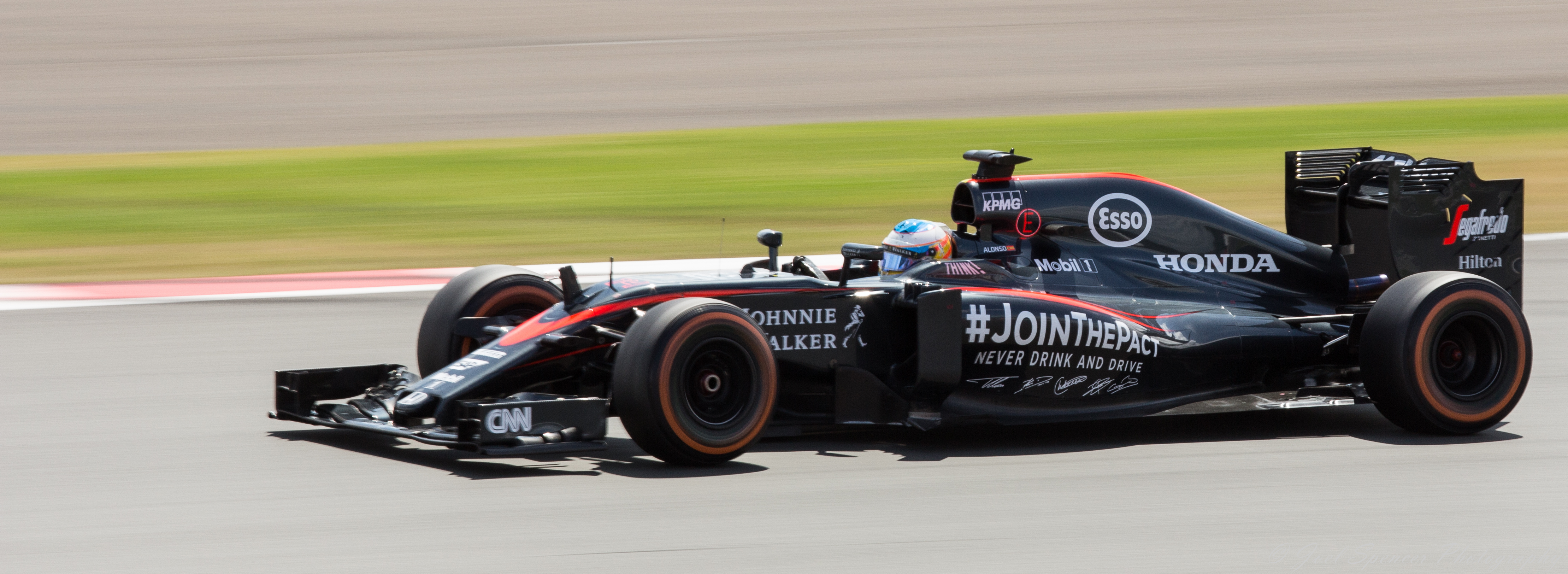
費爾南多·阿隆索取得他本季的第一個積分。

這場勝利讓漢米爾頓在車手積分榜上將與羅斯堡的差距擴大至17分。梅賽德斯靠著連續九站讓兩位車手皆站上頒獎台，打破了法拉利在1952至1953年間所寫下的紀錄。當時法拉利達成連續八場有至少兩位車手站上頒獎台，雖然往往會有多於兩位的車手上場比賽。
比賽結束後隔天，一場關於據稱梅賽德斯讓其技工在第14圈時到維修道準備卻沒有執行進站，而違反規則的小風波在媒體間浮現。蘇茜·沃爾夫隨後公布她傳給身為梅賽德斯車隊老闆的丈夫托托·沃爾夫的文字訊息，稱這起事件是「一場小遊戲」，未能讓威廉斯車隊提前把他們的車輛叫進維修站中。儘管如此，賽會也未對此作出處分。

## 賽事結果

### 排位賽成績
| 名次               | 車號 | 車手              | 車隊              | 第一階段 | 第二階段 | 第三階段 | 發車位 |
| ------------------ | ---- | ----------------- | ----------------- | -------- | -------- | -------- | ------ |
| 1                  | 44   | 路易斯·漢米爾頓   | 梅賽德斯          | 1:33.796 | 1:33.068 | 1:32.248 | 1      |
| 2                  | 6    | 尼可·羅斯堡       | 梅賽德斯          | 1:33.475 | 1:32.737 | 1:32.361 | 2      |
| 3                  | 19   | 費利佩·馬薩       | 威廉斯-梅賽德斯   | 1:34.542 | 1:33.707 | 1:33.085 | 3      |
| 4                  | 77   | 維爾特利·鮑達斯   | 威廉斯-梅賽德斯   | 1:34.171 | 1:33.020 | 1:33.149 | 4      |
| 5                  | 7    | 奇米·雷克南       | 法拉利            | 1:33.426 | 1:33.911 | 1:33.379 | 5      |
| 6                  | 5    | 賽巴斯蒂安·維泰爾 | 法拉利            | 1:33.562 | 1:33.641 | 1:33.547 | 6      |
| 7                  | 26   | 丹尼爾·科維亞特   | 紅牛-雷諾         | 1:34.422 | 1:33.520 | 1:33.636 | 7      |
| 8                  | 55   | 小卡洛斯·塞恩斯   | 紅牛二隊-雷諾     | 1:34.641 | 1:34.071 | 1:33.649 | 8      |
| 9                  | 27   | 尼克·胡肯伯格     | 印度威力-梅賽德斯 | 1:34.594 | 1:33.693 | 1:33.673 | 9      |
| 10                 | 3    | 丹尼爾·里卡多     | 紅牛-雷諾         | 1:34.272 | 1:33.749 | 1:33.943 | 10     |
| 11                 | 11   | 塞吉歐·培瑞茲     | 印度威力-梅賽德斯 | 1:34.250 | 1:34.268 |          | 11     |
| 12                 | 8    | 羅曼·格羅斯讓     | 蓮花-梅賽德斯     | 1:34.646 | 1:34.289 |          | 12     |
| 13                 | 33   | 馬克斯·維斯塔潘   | 紅牛二隊-雷諾     | 1:34.819 | 1:34.502 |          | 13     |
| 14                 | 13   | 帕斯托·馬爾多納多 | 蓮花-梅賽德斯     | 1:34.877 | 1:34.511 |          | 14     |
| 15                 | 9    | 马库斯·埃里克松   | 薩伯-法拉利       | 1:34.643 | 1:34.868 |          | 15     |
| 16                 | 12   | 費利佩·納斯爾     | 薩伯-法拉利       | 1:34.888 |          |          | 16     |
| 17                 | 14   | 費爾南多·阿隆索   | 麥拉倫-本田       | 1:34.959 |          |          | 17     |
| 18                 | 22   | 簡森·巴頓         | 麥拉倫-本田       | 1:35.207 |          |          | 18     |
| 19                 | 28   | 威爾·史蒂文斯     | 瑪魯西亞-法拉利   | 1:37.364 |          |          | 19     |
| 20                 | 98   | 羅伯托·梅里       | 瑪魯西亞-法拉利   | 1:39.377 |          |          | 20     |
| 107%時間：1:40.762 |      |                   |                   |          |          |          |        |
| 來源：             |      |                   |                   |          |          |          |        |

### 正賽成績
| 名次   | 車號 | 車手              | 車隊              | 圈數 | 時間/退賽   | 發車位 | 積分 |
| ------ | ---- | ----------------- | ----------------- | ---- | ----------- | ------ | ---- |
| 1      | 44   | 路易斯·漢米爾頓   | 梅賽德斯          | 52   | 1:31:27.729 | 1      | 25   |
| 2      | 6    | 尼可·羅斯堡       | 梅賽德斯          | 52   | +10.956     | 2      | 18   |
| 3      | 5    | 賽巴斯蒂安·維泰爾 | 法拉利            | 52   | +25.443     | 6      | 15   |
| 4      | 19   | 費利佩·馬薩       | 威廉斯-梅賽德斯   | 52   | +36.839     | 3      | 12   |
| 5      | 77   | 維爾特利·鮑達斯   | 威廉斯-梅賽德斯   | 52   | +63.194     | 4      | 10   |
| 6      | 26   | 丹尼爾·科維亞特   | 紅牛-雷諾         | 52   | +63.955     | 7      | 8    |
| 7      | 27   | 尼克·胡肯伯格     | 印度威力-梅賽德斯 | 52   | +78.744     | 9      | 6    |
| 8      | 7    | 奇米·雷克南       | 法拉利            | 52   | +1圈        | 5      | 4    |
| 9      | 11   | 塞吉歐·培瑞茲     | 印度威力-梅賽德斯 | 52   | +1圈        | 11     | 2    |
| 10     | 14   | 費爾南多·阿隆索   | 麥拉倫-本田       | 52   | +1圈        | 17     | 1    |
| 11     | 9    | 马库斯·埃里克松   | 薩伯-法拉利       | 52   | +1圈        | 15     |      |
| 12     | 98   | 羅伯托·梅里       | 瑪魯西亞-法拉利   | 52   | +3圈        | 20     |      |
| 13     | 28   | 威爾·史蒂文斯     | 瑪魯西亞-法拉利   | 52   | +3圈        | 19     |      |
| Ret    | 55   | 小卡洛斯·塞恩斯   | 紅牛二隊-雷諾     | 33   | 電子        | 8      |      |
| Ret    | 3    | 丹尼爾·里卡多     | 紅牛-雷諾         | 22   | 電子        | 10     |      |
| Ret    | 33   | 馬克斯·維斯塔潘   | 紅牛二隊-雷諾     | 3    | 打滑        | 14     |      |
| Ret    | 13   | 帕斯托·馬爾多納多 | 蓮花-梅賽德斯     | 0    | 碰撞損壞    | 14     |      |
| Ret    | 22   | 簡森·巴頓         | 麥拉倫-本田       | 0    | 碰撞        | 18     |      |
| Ret    | 8    | 羅曼·格羅斯讓     | 蓮花-梅賽德斯     | 0    | 碰撞        | 12     |      |
| DNS    | 12   | 費利佩·納斯爾     | 薩伯-法拉利       | 0    | 變速箱      | —1     |      |
| 來源： |      |                   |                   |      |             |        |      |

註記：
- ^1 －納斯爾的車輛未能從維修站中移往發車位上。[40]

### 賽後排名
|  | 名次 | 車手              | 積分 |
|  | ---- | ----------------- | ---- |
|  | 1    | 路易斯·漢米爾頓   | 194  |
|  | 2    | 尼可·羅斯堡       | 177  |
|  | 3    | 賽巴斯蒂安·維泰爾 | 135  |
|  | 4    | 維爾特利·鮑達斯   | 77   |
|  | 5    | 奇米·雷克南       | 76   |

|  | 名次 | 車隊              | 積分 |
|  | ---- | ----------------- | ---- |
|  | 1    | 梅賽德斯          | 371  |
|  | 2    | 法拉利            | 211  |
|  | 3    | 威廉斯-梅賽德斯   | 151  |
|  | 4    | 紅牛-雷諾         | 63   |
|  | 5    | 印度威力-梅賽德斯 | 39   |

- 註記：僅列出前五名。

## 外部連結
- 官方賽事網站

| 上一場： 2015年奧地利大獎賽 | 2015年世界一级方程式锦标赛 | 下一場： 2015年匈牙利大獎賽 |
| 上一屆： 2014年英國大獎賽   | 英國大獎賽                 | 下一屆： 2016年英國大獎賽   |